# Glass Mountain (comté de Mono)
Pour les articles homonymes, voir Glass Mountain.
Glass Mountain est un volcan du comté de Mono, en Californie (États-Unis), qui se trouve dans la forêt nationale d'Inyo. Il est constitué de dômes et de coulées de lave, ainsi que de dépôts rhyolitiques de nuées ardentes produites lors d'éruptions survenues entre 2,1 et 0,8 million d'années BP. De l'obsidienne, un verre d'origine volcanique, est présente sur la montagne.

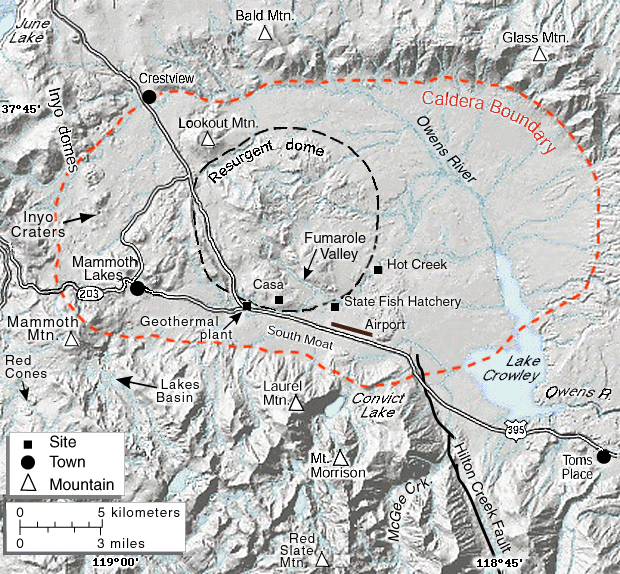
Carte de localisation de Glass Mountain, au nord-est de la caldeira.